# Alfred Brendel
Alfred Brendel (Wiesenberg, 1931. január 5. – London, 2025. június 17.)  osztrák zongorista.

## Élete
Családjában nem voltak zenészek. 6 éves volt, amikor a család Zágrábba, majd Grazba költözött, itt éltek a második világháború alatt. A háború utolsó éveiben az akkor 14 éves Brendelt Jugoszláviába küldték lövészárkot ásni. Brendel rendszertelenül járt ugyan zongoraórákra, de ettől eltekintve nem nagyon részesült zenei oktatásban.
A világháború után zenét szerzett, festett és folytatta a zongorázást. Nem vett több hivatalos zongoraórát, és bár részt vett Edwin Fischer és Eduard Steuermann mesterkurzusain, de nagyrészt autodidakta módon tanult.

## Zeneművészi pályafutása
Először 17 éves korában, Grazban lépett fel. Az előadóestnek A fúga a zongorairodalomban címet adta. A műsorban nem csak Johann Sebastian Bach, Johannes Brahms és Liszt Ferenc művei, hanem saját fúgái is szerepeltek. Nem sokkal ezután felhagyott a zeneszerzéssel, hogy teljesen a zongorázásnak szentelje magát. 1949-ben megnyerte a Bolzanóban rendezett Busoni-versenyt. A következő évben Bécsbe költözött. Az utóbbi években Brendel fiatal zongoristákkal, például Paul Lewis-szal és Till Felnerrel is dolgozott. Verseket és zenéről szóló esszéket is írt.
2007-ben bejelentette, hogy 2008. december 18-i bécsi koncertje lesz az utolsó. A búcsúkoncert-körút keretén belül Budapesten is adott három koncertet a Budapesti Fesztiválzenekarral.

## Hangfelvételei
21 évesen készítette első felvételét, Prokofjev 5. zongoraversenyét. Később három teljes  Beethoven-szonátasorozatot is rögzített (egyet a Voxszal, később kettőt a Philips-szel), továbbá Brahms-darabokat (köztük a zongoraversenyeket), Robert Schumann és Franz Schubert-műveket. Ellentétben a legtöbb komolyzenét játszó zongoristával, Brendel a polonézeken kívül csak nagyon kevés Chopin-felvételt készített (ezek azonban érdekes módon elnyerték a kritika tetszését).
Kiváló Mozart játékos, 2006-ban a Mozart-év kapcsán a Bartók Rádió Mozart összes művét bemutató sorozatában a legtöbb zongoraverseny az ő felvételéről szólalt meg.
Brendel nagyon sok felvételt készített a Vox lemezkiadó társasággal, de egészen a hetvenes évekig nem kapott más jelentős lemezszerződést, és nem is lépett fel Ausztrián kívül. Az áttörés azután következett be, hogy Brendel Beethoven-szólóestet adott a londoni Queen Elizabeth Hallban. A zongorista ügynökét másnap három fontos lemeztársaság is felhívta. Ebben az időben költözött Londonba, ahol haláláig élt. Azóta sok lemezt készített, és nagy hírnévre tett szert.

## Értékelése
Brendelt a német klasszika és a korai romantika (Beethoven, Mozart, Schubert) egyik legelmélyültebb előadójának tartják. Viszonylag kevés 20. századi művet ad elő, Schönberg zongoraversenye azonban általa lett a koncerttermek fontos darabja. Az elmúlt években ízületi gyulladása miatt már nem játssza repertoárjának egyes megerőltető darabjait, például Beethoven Hammerklavier-szonátáját.
Brendel játékát analitikusnak is nevezik. Véleménye szerint a zongoristának tisztelnie kell a zeneszerző szándékát, magamutogatás és a mű túlságosan egyedi interpretációja nélkül. „A zeneszerzőnek, és különösen a darabnak tartozom felelősséggel” – mondta egyszer. Elmondása szerint tanárai közül Edwin Fischer, a pianisták közül Alfred Cortot és Wilhelm Kempff, a karmesterek közül pedig Bruno Walter és Wilhelm Furtwängler voltak rá nagy hatással.

## Magyarul megjelent művei
- Tűnődés a zenéről; ford. Dávid Gábor; Zeneműkiadó, Bp., 1981